# Kinh Dương vương
Kinh Dương Vương (chữ Hán: 涇陽王, 2919 TCN - 2792 TCN) là nhân vật truyền thuyết, ông và Đế Nghi là con trai của Đế Minh, cháu nội của Đế Thừa, cháu 3 đời của Thần Nông. Kinh Dương Vương (tên húy là Lộc Tục) thuộc dòng dõi vua Thần Nông vốn được suy tôn là thủy tổ của người Bách Việt. Sử chép Kinh Dương Vương tên húy là Lộc Tục (祿續), là người hình thành nhà nước sơ khai đầu tiên vào năm Nhâm Tuất 2879 TCN, đặt quốc hiệu là Xích Quỷ. Lãnh thổ của quốc gia dưới thời Kinh Dương Vương rộng lớn, phía bắc tới sông Dương Tử (cả vùng hồ Động Đình), phía nam tới nước Hồ Tôn (Chiêm Thành), phía đông là Đông Hải (một phần của Thái Bình Dương), phía tây là Ba Thục (Tứ Xuyên, Trung Hoa ngày nay). Kinh Dương Vương truyền ngôi cho con là Lạc Long Quân (tên húy là Sùng Lãm).

## Thân thế
Theo Đại Việt sử ký toàn thư, thì Kinh Dương Vương: Nguyên Đế Minh là cháu ba đời của vua Thần Nông, đi tuần thú phương Nam đến núi Ngũ Lĩnh (Hồ Nam, Trung Quốc) đóng lại đó rồi hỏi cưới Vụ Tiên Nữ (鶩僊女), sau đó sinh được một người con trai tư chất thông minh đặt tên là Lộc Tục (祿續).
Sau Đế Minh truyền ngôi cho con trưởng là Đế Nghi làm vua phương Bắc và phong cho Lộc Tục làm vua phương Nam xưng là Kinh Dương Vương (chữ Hán: 涇陽王). Theo Đại Việt sử ký toàn thư thì Kinh Dương Vương làm vua và cai trị từ khoảng năm 2879 TCN trở đi. Địa bàn của quốc gia dưới thời vua Kinh Dương Vương rộng lớn, phía Bắc tới Trường Giang (cả vùng hồ Động Đình), phía Nam tới nước Hồ Tôn (Chiêm Thành), phía Đông là Biển Đông (một phần của Thái Bình Dương) và phía Tây là Ba Thục (Tứ Xuyên, Trung Quốc ngày nay). Lĩnh Nam chích quái ghi lại truyền thuyết vua đánh đuổi thần Xương Cuồng dũng mãnh, trừ hại cho dân.
Ông lấy con gái vua hồ Động Đình tên là Thần Long, sinh được một con trai đặt tên là Sùng Lãm, nối ngôi làm vua xưng là Lạc Long Quân.

## Nhận xét
Theo Khâm định Việt sử thông giám cương mục:
| “                           | Vâng tra sử cũ, danh xưng Kinh Dương vương, Lạc Long quân trong 'Hồng Bàng thị kỷ', vốn từ thời thượng cổ, thuộc thuở hồng hoang, tác giả căn cứ vào cái không và làm ra có, sợ rằng không đủ độ tin cậy, lại phụ hội với 'Liễu Nghị truyện' của nhà viết tiểu thuyết đời Đường, lấy đó làm chứng cứ. | ” |
| — Quốc sử quán triều Nguyễn | |   |

Chuẩn tấu những lời của sử quan, vua Tự Đức đã nhận định đây là những "câu truyện đề cập đến ma trâu, thần rắn, hoang đường không có chuẩn tắc" và cương quyết loại Kinh Dương và Lạc Long ra khỏi chính sử bằng cách đưa xuống phụ chú dưới niên kỷ Hùng Vương, để "cho hợp với cái nghĩa lấy nghi truyền nghi".
Còn Liam Christopher Kelley nhận xét:
| “ | Trải qua nhiều thế kỷ, những truyền thống mà họ [các sử gia] sáng tạo đã trở thành cái tự nhiên thứ hai (second nature). Thực tế, trong nửa thế kỷ qua, dưới ảnh hưởng của chủ nghĩa dân tộc, những truyền thống được sáng tạo ấy (invented traditions) đã và đang trở thành những sự thực không thể thay đổi. | ” |

## Phượng thờ
Việc thờ cúng Kinh Dương Vương ở Việt Nam không phổ biến bằng tín ngưỡng thờ cúng Thần Nông, vị thần là cụ thủy tổ của Hùng Vương đồng thời là vị thần rất được sùng bái trong tín ngưỡng nông nghiệp ở Việt Nam; được các triều đại phong kiến lập Đàn Xã Tắc để tế lễ hàng năm.
Di tích đình Thượng Lãng ở xã Minh Hòa, huyện Hưng Hà, tỉnh Thái Bình là di tích cổ nhất thờ Kinh Dương Vương; tương truyền có từ thời nhà Đinh.
Lăng và Đền thờ Kinh Dương vương ở Bắc Ninh từ lâu đã được các triều đại Phong kiến Việt Nam xếp vào loại miếu thờ các bậc Đế vương, mỗi lần Quốc lễ đều cho quân đến tế lễ, dân thờ phụng trang trọng. Năm 2013, tỉnh Bắc Ninh công bố quy hoạch bảo tồn, tôn tạo và phát huy giá trị quần thể di tích lịch sử văn hóa quốc gia Lăng và Đền thờ Kinh Dương vương với tổng mức đầu tư khoảng hơn 491 tỷ đồng. Dự án chia làm 4 hạng mục xây dựng chính gồm: Không gian bảo tồn di tích, tập trung tu bổ, tôn tạo di tích Lăng và Đền thờ Kinh Dương vương sân đền, vườn khu lăng mộ; không gian giá trị di tích gồm: Tượng đài thủy tổ, quảng trường văn hóa lễ hội, nhà trưng bày văn hóa... đi kèm các dịch vụ phụ trợ để phát triển du lịch văn hóa tâm linh, thu hút du khách và hạ tầng kỹ thuật, san nền, đường giao thông, đường điện.
Hiện nay khu di tích lăng mộ và đền thờ Kinh Dương Vương được thờ phụng tại thôn Á Lữ, xã Đại Đồng Thành, thị xã Thuận Thành, tỉnh Bắc Ninh.

## Những góc nhìn khác
Nhiều nhà nghiên cứu lịch sử và Hán Nôm gần đây nghi vấn Kinh Dương Vương là một nhân vật huyền thoại, có nguồn gốc tiểu thuyết Liễu Nghị truyện. Trần Trọng Dương, một nhà nghiên cứu lịch sử trong một bài viết vào năm 2013 đã chỉ ra rằng:
| “ | ... truyện Kinh Dương Vương có sự sao chép từ tiểu thuyết Liễu Nghị truyện (柳毅傳) do Lý Triều Uy sáng tác vào đời Đường. Truyện có thể tóm tắt như sau: Liễu Nghị là một nho sinh thi trượt, trên đường gặp một thiếu phụ chăn dê xinh đẹp nhưng dáng vẻ tiều tụy. Người phụ nữ ấy nói rằng mình là con gái của Long Vương ở hồ Động Đình, vốn lấy con trai thứ của Kinh Xuyên, nhưng bị bạc đãi, bắt đi chăn dê, nên muốn nhờ Liễu Nghị chuyển thư đến cho cha để báo tình cảnh của mình. Liễu Nghị đem thư xuống Long cung. Em trai Long Vương là Tiền Đường giận quá nên giết con trai của Kinh Xuyên, cứu cháu về, rồi định gả cho Liễu Nghị. Nghị từ chối, xin về, được Long vương ban cho nhiều vàng bạc châu báu. Sau Liễu Nghị lấy vợ, lần nào lấy xong vợ cũng chết. Con gái Long Vương thấy vậy bèn nhớ lại duyên cũ, muốn báo đáp bèn hóa làm người con gái xinh đẹp mà lấy Liễu Nghị làm chồng. Sau hai vợ chồng đều thành tiên. | ” |

Quan điểm này được cho là phù hợp với nhiều sử gia thời Nguyễn (ví dụ như Ngô Thì Sĩ trong cuốn Đại Việt sử ký tiền biên, hay trong Khâm định Việt sử thông giám cương mục) và được nhiều nhà nghiên cứu lịch sử và Hán Nôm ủng hộ. Tuy nhiên, cũng có nhiều nhà nghiên cứu lịch sử phản đối cách nhìn này.